# 우루마시
우루마시(일본어: うるま市)는 일본 오키나와섬 중부에 있는 오키나와현에서 세 번째로 큰 도시이다. 시명은 오키나와어로 ‘산호의 섬’을 의미하는 ‘우루마’(うるま)에서 유래했다.

## 지리
오키나와섬 중부 동해안에 위치하고 요카쓰 반도와 8개의 섬을 관할한다.

### 인접한 자치체
- 오키나와시
- 구니가미군 긴정, 온나촌

## 역사
- 2005년 4월 1일 - 구시카와시, 이시카와시, 나카가미군 가쓰렌정, 요나시로정이 합병해 탄생했다.

## 교통

### 도로
- 오키나와 자동차도
- 국도 329호선